# Sarhad
Sarhad est un village d'Afghanistan situé dans le corridor du Wakhan, dans le Petit Pamir, à la jonction entre le Pamir, le Karakoram et l'Hindou Kouch.
Sarhad se trouve à une altitude de 3 400 m sur la rivière Wakhan, à un point où la rivière s'élargit dans une large plaine. Il est habité par des Wakhis. Le village se trouve au bout de la route accidentée venant d'Ishkashim et juste au nord du col Broghil. La population du village (2003) est de 548 habitants.

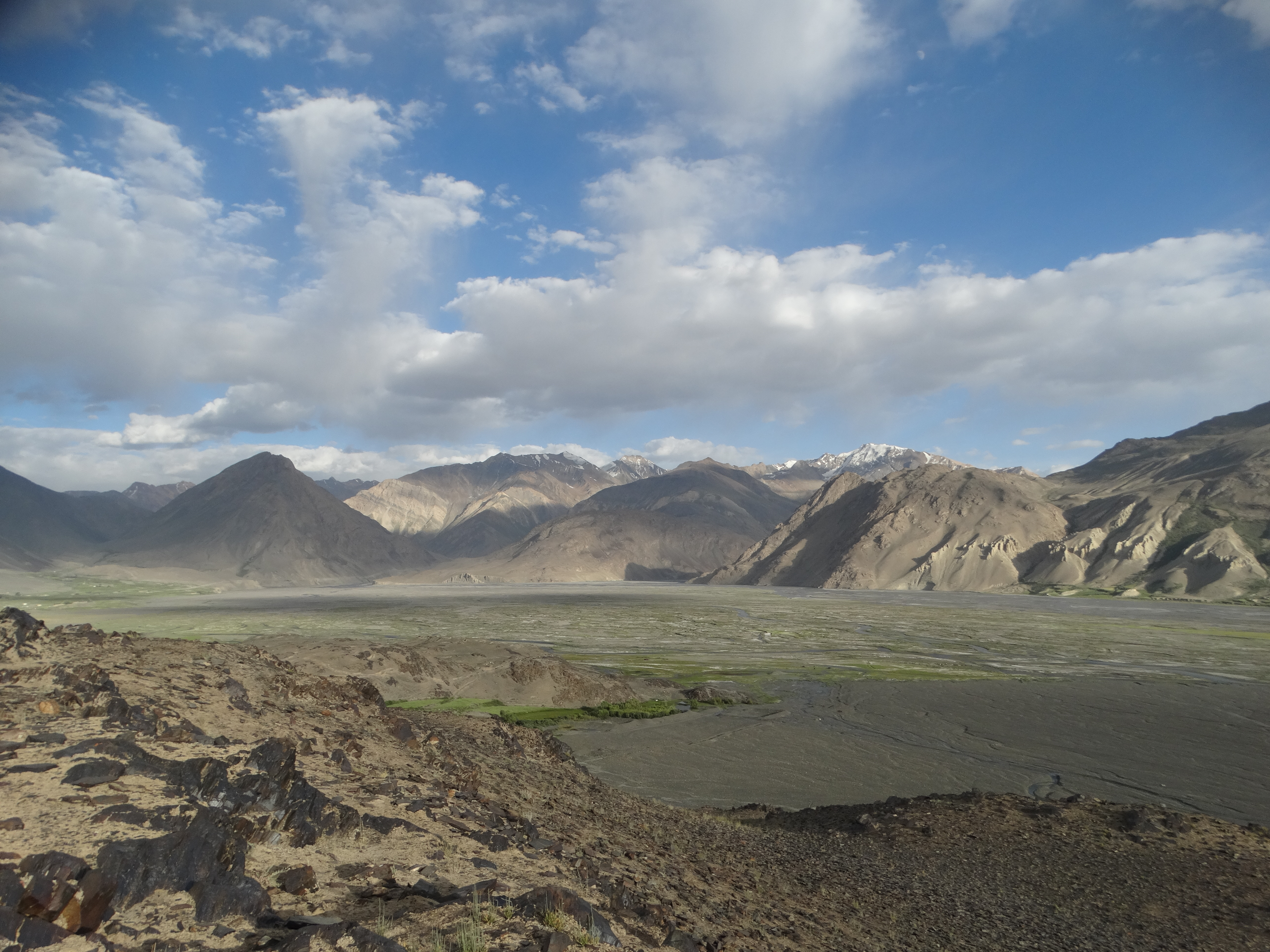
Paysage à proximité de Sahrad-e-Broghil.